# Mġarr (Gozo)
Mġarr (IPA: [ɪmˈʤɐrː]) a máltai Għawdex (Gozo) szigetének kikötője és egyik legkisebb községe a Fliegu t'Għawdex (Gozo csatorna) öblében. Közigazgatásilag Għajnsielem helyi tanácsához tartozik, amely községgel össze is épült.

## Története

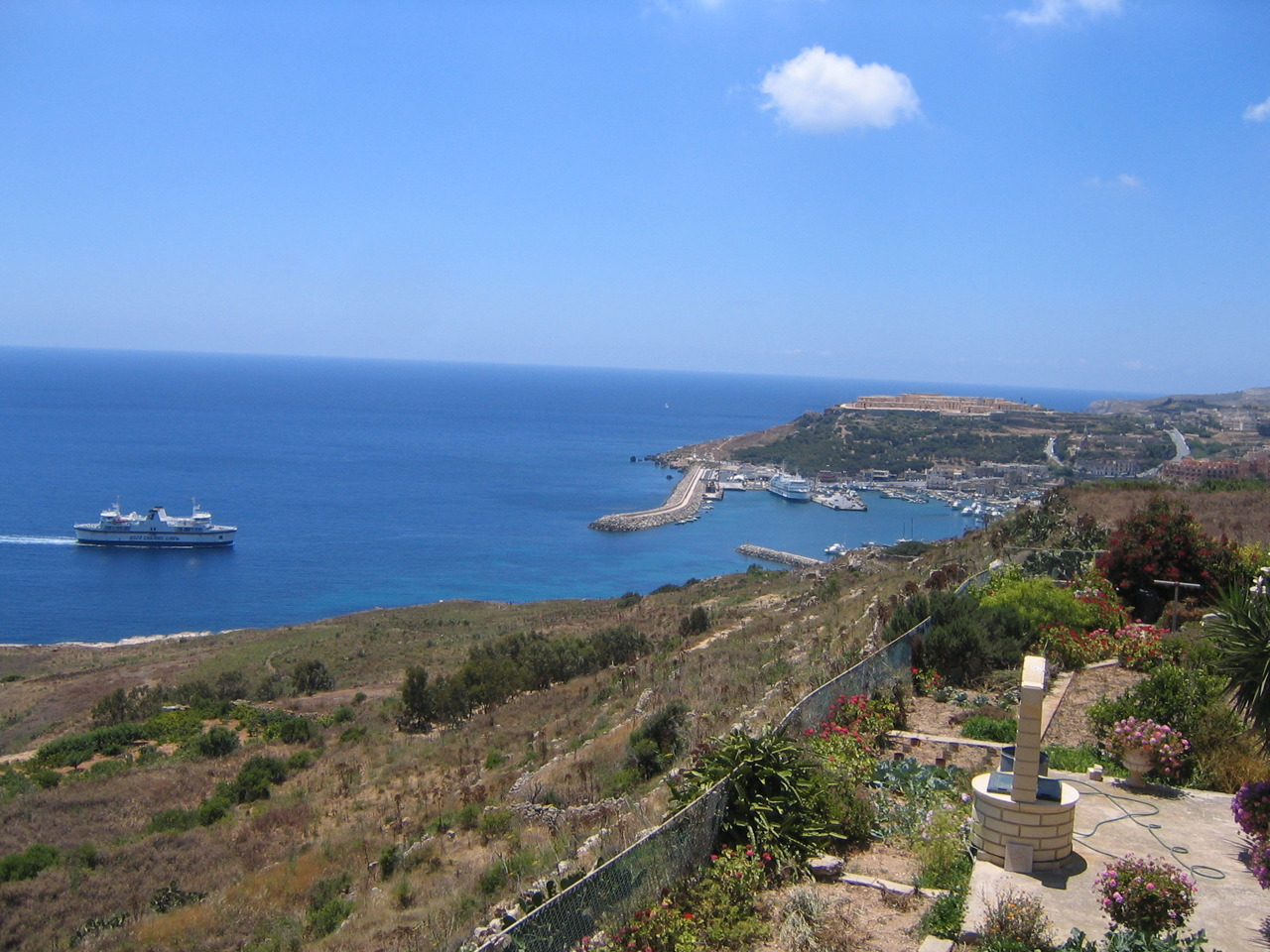
A kikötő és a Chambray erőd Qala felől

A mai helyi tanács legrégebb óta lakott része. A két sziget közötti komp első írásos említése (id-dgħajsa tal-mogħodija, az átkelőhajó) 1241-ből maradt fenn. A kikötőhöz közeli források vonzották a kalózokat, ezért a 17. század elején Martin Garzes nagymester tornyot építtetett Mġarr fölött. Az 1667-es összeírásban Mugiarro néven szerepel, 14 háztartásban 57 lakossal. Brichelot és Bremond 1718-as térképén már szerepel a tervezett erőd Forte de Gorza néven, ugyanis António Manuel de Vilhena johannita nagymester szándéka szerint 1722-ben megkezdődött egy erőd építése azzal a céllal, hogy átvegye a Citadella szerepét, és Gozo városa legyen. A tervek idején készült térképeken Citta Vilhena néven is szerepel. Az erőd 1760-ban készült el, és támogatójáról a Chambray erőd nevet kapta, ám lakók sosem költöztek bele. 1732-ben Vilhena nagymester építtette a Gleneagles bar ferde tetős épületét is, amely sokáig a kikötő jellegzetessége és az utazók pihenőhelye volt. 1798-ban Napóleon katonái a felkelt gozóiak elől az erődben találtak menedéket, míg megadásra kényszerültek. A 20. századig a kikötő dél felé nyitott volt, és csak kis merülésű hajókat tudott fogadni. 1841-ben a kormányzat hullámtörő gátat építtetett, amelyet 1906-ig többször meghosszabbítottak, ám a gőzhajókra veszélyes gát helyett csak 1929-ben kezdtek új gát építésébe. Az első gőzhajó 1932-ben kötött ki Mġarrban. Ma a déli hullámtörő (épült 1969-ben) 490 m, az északi 175 m hosszú. Az 1990-es években egy kis yachtkikötő is helyet kapott itt. A kompkikötő modern berendezéseinek (parkoló, utasterminál) építése jelenleg is zajlik. A 20. század eleji évi néhány ezer utas száma száz év alatt évi 3 millióra nőtt. 2012-ben elkezdődött a kompterminál mellett a Zewwieqa nevű részen a parti sétány kiépítése is. Itt fog helyet kapni az egyetlen fennmaradt, felújított dgħajsa tal-latini, az utolsó vitorlás hajótípus, amelyet kompként használtak a két sziget között.

## Nevezetességei

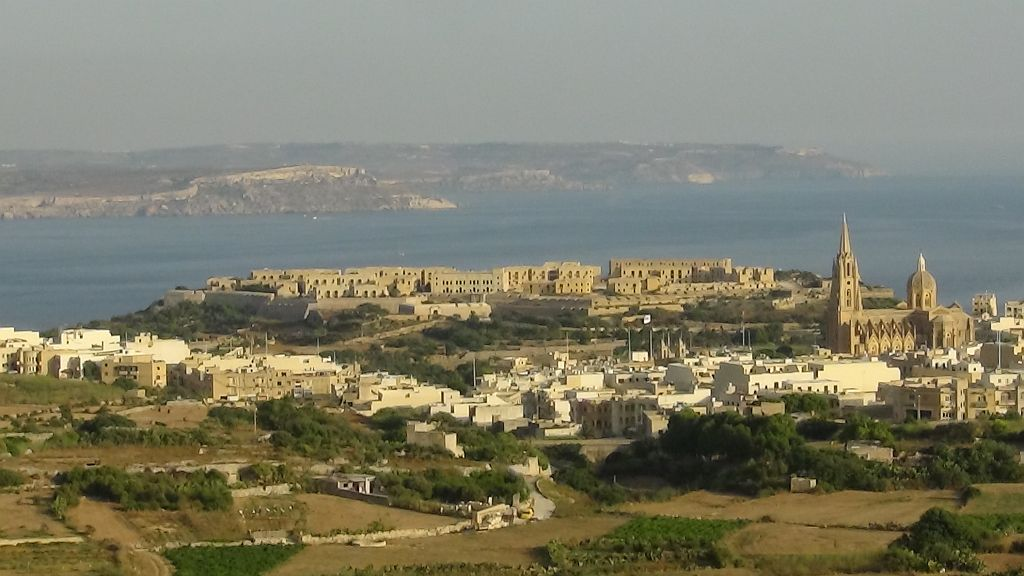
A Chambray erőd Nadur felől

### Chambray erőd
A Vilhena nagymester uralma idején elkezdett erőd nevét arról a lovagról, Jacques François de Chambray-ről, kapta, aki az építést finanszírozta. Mintaképe Valletta volt, a lovagok elképzelése ugyanis az volt, hogy a Citadellát új, erődített város váltsa fel, amint Valletta felváltotta Mdinát Maltán. Feladata lett volna a csatorna biztonságának garantálása. A pénz hiánya miatt azonban az építkezés terv maradt, míg Chambray lovag fel nem ajánlotta segítségét. Az építkezés csak Chambray halála után, 1760-ban fejeződött be.
Az erőd - tulajdonképpen város - otthont adott volna a kormányzói palotának, egy plébániatemplomnak, illetve lakóházak tömbjeinek, amelyek mind egy-egy belső udvart fogtak körül. Ezek támadás esetén külön-külön is védhetők lettek volna. Mivel azonban a tenger felőli támadások addigra megszűntek, senki nem akart a városba költözni. Az egyetlen katonai esemény itt az 1798-as francia megszállás elleni harc volt, amikor a francia megszállók az erődben találtak menedéket. A britek laktanyának használták háború idején. A II. világháború idején kórházként működött, ezt 1979-ben elköltöztették, majd 2001-ig nyitva állt a turisták előtt. 2002-től három évig egy olasz üzletember ügyeskedéseinek célja volt, majd a máltai állam megsemmisítette a bérleti szerződést, és a gozói Caruana családnak adta, akik 2007-re 80 apartmant építettek az erődben. A munkák azonban lassan haladnak, az erőd állapota azóta is folyamatosan romlik.

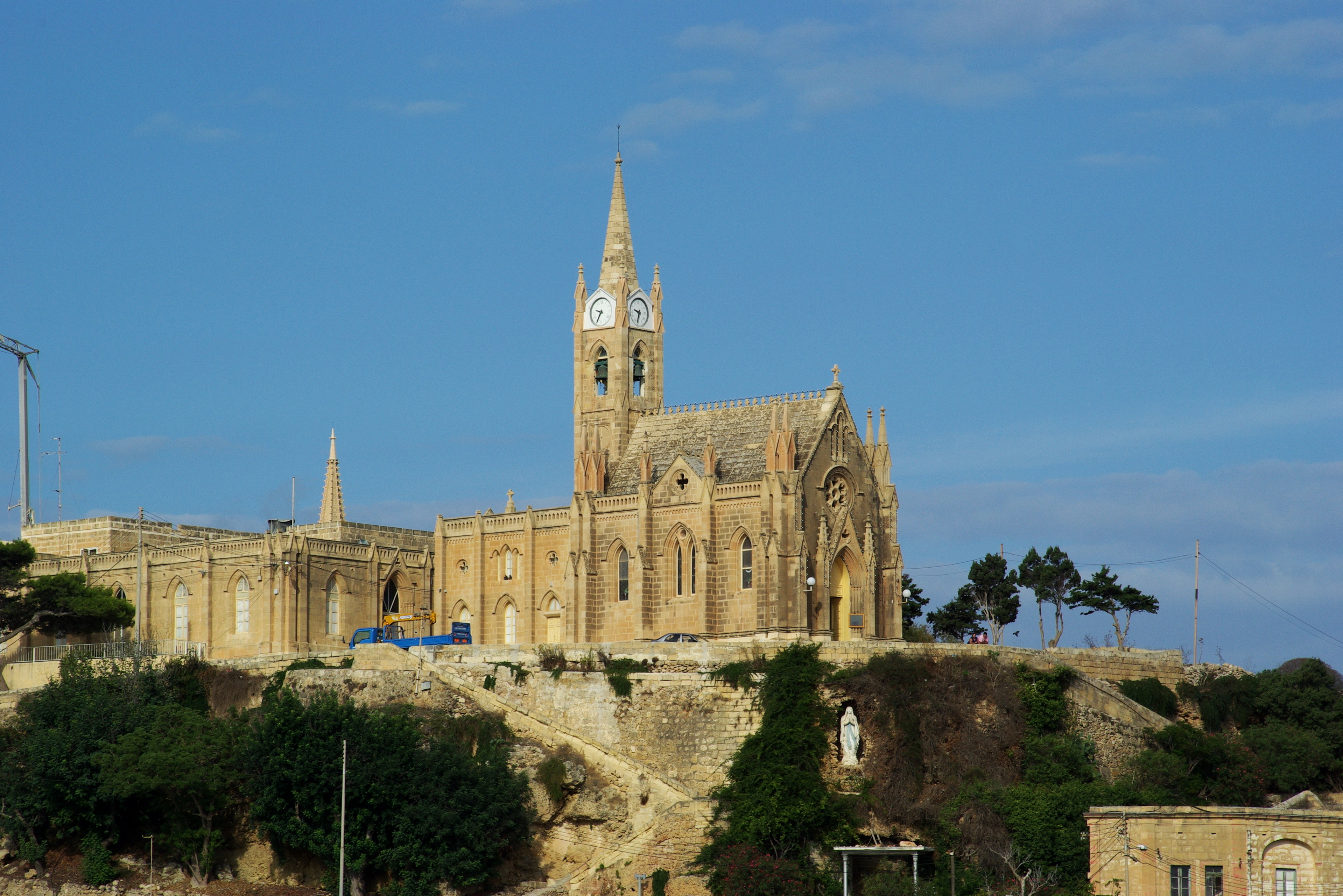
A Lourdes-i kápolna a kikötőből

### Lourdes-i kápolna
1879-ben egy utazó, hallva a 21 évvel korábbi lourdes-i jelenésről, a kikötő fölötti tal-Qortin dombot az ottani barlang dombjához hasonlította. A helyiek ezen felbuzdulva kápolna építésébe fogtak. Az épület 1888-ban készült el. A neogótikus kápolna a máltai Caruana Galizia tervei alapján épült. A kápolna búcsúja február 11-én van. Az épület elől ragyogó kilátás nyílik a kikötőre és a csatornára.

### Egyéb nevezetességei
- Gleneagles bar

## Közlekedése

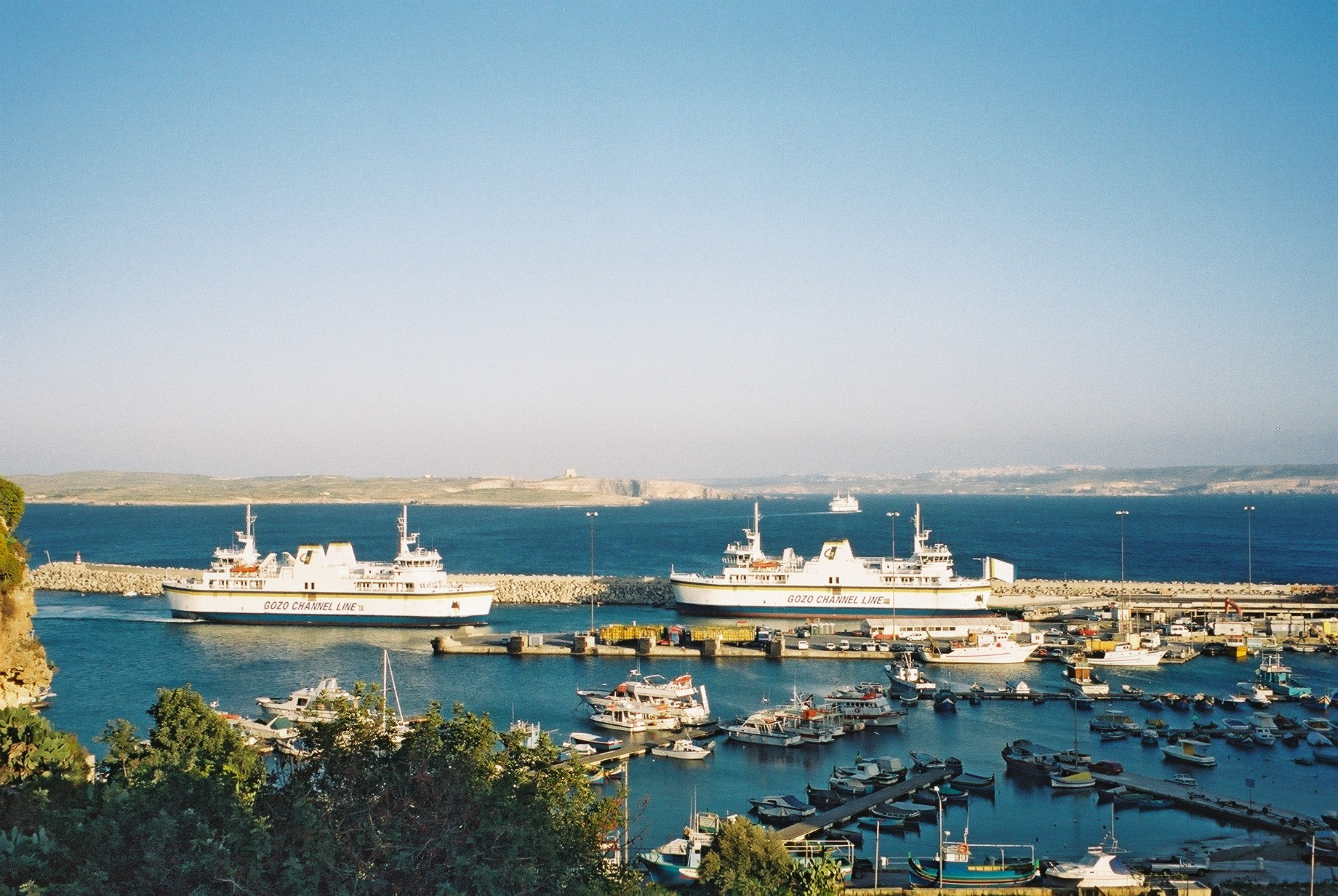
A kompkikötő ma

Malta felől a menetrend szerinti komppal illetve Valletta és a luqai repülőtér felől hidroplánnal közelíthető meg. Buszjáratai:
- 301 (Rabat-Mġarr kompkikötő)
- 303 (Rabat-Nadur-Mġarr)
- 322 (Marsalforn-Mġarr)
- 323 (Rabat-Mġarr)